# Differentierbar neural dator
Differentierbar neural dator (DNC) är en typ av neural nätverksarkitektur som, likt neurala Turingmaskiner (NTM), kombinerar beräkningskraften hos neurala nätverk med den externa minneskapaciteten hos en adresserbar minnesmodul. DNC introducerades av Alex Graves et al. från Google DeepMind 2016 som en vidareutveckling av NTM-konceptet.

## Skillnader från NTM
Trots likheter i grundstrukturen skiljer sig DNC från NTM i flera avseenden:
- Mer sofistikerad minneshantering: DNC använder en mer sofistikerad minneshanteringsmekanism som inkluderar flera läs- och skrivhuvuden, en temporal länkmatris för att spåra minnesåtkomstmönster och en minnesallokeringsmekanism för att effektivt använda tillgängligt minne.
- Kontinuerlig minnesadressering: Till skillnad från NTM, som använder diskreta minnesadresser, kan DNC adressera minnet kontinuerligt, vilket möjliggör mer finjusterad minnesåtkomst.
- End-to-end differentierbarhet: Hela DNC-arkitekturen, inklusive minnesmodulen och dess hanteringsmekanismer, är differentierbar, vilket möjliggör effektivare träning med gradientbaserade optimeringsmetoder.

## Funktionsätt
En DNC består av följande huvudkomponenter:
- Neuralt nätverk (Kontrollör): Precis som i NTM fungerar kontrollören som hjärnan i DNC och bearbetar indata, styr minnesåtkomst och genererar utdata.
- Externt minne: En matris som lagrar information som DNC:n kan komma åt och modifiera via läs- och skrivhuvuden.
- Minneshanteringsmekanismer: Dessa mekanismer inkluderar:

```
 * 
Läs- och skrivhuvuden
: Tillåter DNC:n att läsa från och skriva till specifika platser i minnet.
 * 
Temporal länkmatris
: Spårar sekvensen av minnesåtkomster, vilket hjälper DNC:n att lära sig temporala samband i data.
 * 
Minnesallokering
: Hanterar tilldelning och frigörelse av minnesplatser för att säkerställa effektiv minnesanvändning.
```

## Fördelar och Användningsområden
DNC:er erbjuder liknande fördelar som NTM:er, men deras förbättrade minneshantering och kontinuerliga adressering ger dem potential för:
- Ännu bättre minneseffektivitet och prestanda: DNC:er har visat överlägsen prestanda jämfört med NTM:er i uppgifter som kräver komplexa minnesoperationer.
- Hantering av större datamängder: Den effektiva minneshanteringen gör DNC:er mer skalbara till större datamängder.
- Inlärning av mer komplexa algoritmer: DNC:er har potential att lära sig ännu mer komplexa algoritmer och datastrukturer än NTM:er.

DNC:er har visat lovande resultat inom områden som:
- Frågesvarssystem: Att besvara frågor baserat på stora textdokument.
- Programvaruverifiering: Att automatiskt hitta buggar i programkod.
- Generering av syntetiska data: Att generera realistiska data för träning av andra maskininlärningsmodeller.

## Utmaningar och framtida riktningar
Trots sin potential står DNC:er inför liknande utmaningar som NTM:er, t.ex. träningssvårigheter och tolkningsbarhet. Framtida forskning kan fokusera på:
- Utveckling av mer effektiva och stabila träningsalgoritmer för DNC:er.
- Undersökning av nya minneshanteringsmekanismer och arkitekturer.
- Tillämpning av DNC:er på mer komplexa uppgifter inom olika domäner.